# Rothia zea
Rothia zea är en fjärilsart som beskrevs av Herrich-Schäffer 1853. Rothia zea ingår i släktet Rothia och familjen nattflyn. Inga underarter finns listade.